# Mordvinere
Mordviner er et finsk-ugrisk folk bosat mellem Volga og Oka. Det er den største finsk-ugriske folkegruppe i Rusland. De opdeles (også sprogligt) i to hovedgrupper, erzja i nord og moksja i syd. Navnet erzja nævnes fra 900-tallet gentagne gange i arabiske kilder. Navnet moksja forekommer første gang i 1200-tallet i formen Moxel. Det hidrører fra franciskaneren Vilhelm af Ruysbroek, som var sendebud hos mongolerne.

## Navn
I komi betyder mort og i udmurtisk murt "menneske". Det er dog uvist, om dette i mordvinsk ukendte permiske ord kan have været den almindelige benævnelse på et folk. Snarere er dette navn et lån fra russisk. I flere tilfælde er nemlig navne på folk og nationaliteter lån fra andre sprog.

## Sprog
I begyndelsen hørte mordvinerne til de tatariserede karatai og de russificerede terjuchanere. Ifølge oplysninger fra Ethnologue anvendte 36.700 mordvinerne erzja som modersmål, og 2.030 mordvinerne anvendte moksjan som modersmål.. I alt tales erzja og moksjan af 568.141 mordvinere.

## Religion
Gamle religiøse skikke er bevaret næsten frem til nutiden. Derfor udgør mordvinerne det bedste undersøgelsesobjekt, når det gælder de finsk-ugriske folkeslags tidligere trosforestillinger. I disse indtager dødekulten en central plads. Livet hinsides graven ses som en fortsættelse af livet her på jorden. Man dyrkede først og fremmest naturguddomme, som himmelguden og tordenguden. Også solen og månen ansås for guddomme. Andre havde status af feer, og de benævntes sædvanligvis med navnet "moder". Sådanne er Vir-ava, Ved'-ava, Tol'-ava, det vil sige skovs-moder, vandets moder, vindenes moder.

## Antal og udbredelse
Antallet af mordvider blev ved folketællingen år 2002 opgjort til 850.000, men heraf bor kun 32% i Republikken Mordovija. I antal er mordvinerne de tredje største gruppe blandt de finsk-ugriske folk efter ungarere og finner.

## Historie
De ældste bebyggelsehistoriske spor inden for mordvinernes udbredelsesområde er fra neolitikum. Forfædre til mordvinerne boede i området mellem Volga og Oka.
Mordvinerne kan i egnene omkring Oka følges tilbage til 500-tallet. Den første sikre historiske underretning om dem stammer fra Jordanes krønike 551, hvor den almindelige benævnelse mordens forekommer for første gang. I 950 betegnede den byzantinske kejser Konstantin 7. mordvinernes land med navnet Mordia. Arkæologisk kan man følge udviklingen af de mordvinske stammer fra 600-tallet, da den gorodetske kultur var fremherskende i området. Kulturen udviser fælles træk med den kulturform, som på samme tid herskede i Baltikum og det sydlige Finland. Også merier og muromer anses at have tilhørt samme kulturkrets.
Nestorkrøniken beretter om strider mellem russere og mordviner. Muroms fyrste Jaroslav forsøgte 1103 at underkue mordvinerne. Mordvinerne beskyttede sig mod russernes gentagne angreb ved at bygge fæstningsvolde. Men kampen mod russerne blev vanskeliggjort af, at der ikke fandtes nogen central statslig administration og at der herskede indbyrdes rivalisering mellem to stammehøvdinge. Stammehøvdingen for de nordlige områder var Purgas (erzja) og for de sydlige Pureš (moksja). Pureš indgik et forbund med russerne med hvis hjælp han besejrede konkurrenten Purgas. Fjendtlighederne ophørte mod slutningen af 1200-tallet, da både russere og mordviner havnede under tatarisk overhøjhed. Tatarerne lod mordvinerne beholde deres tidligere økonomiske system og deres samfundssystem, som forklarer mordvinernes og tatarernes relativt fredelige sameksistens. Mordvinerne deltog til og med som soldater i tatarernes togter mod Central- og Vesteuropa. Tatarerne kunne dog ikke forhindre russernes indtrængen på mordvinske områder i 1300- og 1400-tallet. En del af mordvinerne indgik forbund med russerne og begyndte sammen med dem at kæmpe mod tatarerne.

### Under russisk overhøjhed
Da Ivan den Grusomme knuste Kazan-khanatet i 1552, havnede mordvinerne under russisk overhøjhed. Nu tog også den russiske indflytning til området store proportioner. Den russiske undertrykkelse (med livegenskab) og omvendelsearbejde i 1700-tallet ledte til mordvinsk tilslutning til flere oprør (som Stenka Rasins og Pugatjovs). Mordvinernes "hovedpenning", der blev betalt i korn, år 1737 var dobbelt så høj som russernes. Det sidste oprør skete i 1808-1810. De mordvinske stormænd, der overgik til kristendommen, blev optaget i den russiske adel og fik samtidigt økonomiske fordele. Dette fremmede russificeringen. Mordvinerne udgør omkring en million, men de danner ingen samlet gruppe, men mindre, isolerede sprogområder. Mange mordviner flyttede efter nederlaget østpå. Spredningen er en direkte følge af fjendtlighederne.
I forbindelse med revolutionen 1905 forekom store uroligheder, hvor en femtedel af alle godser ødelagdes. Efter den russiske revolution 1917 tiltog industrialisering og indflytningen af russere, mens mordvinernes udflytning, som stadig foregår, voksede.

### Mordvinske ASSR
I 1930 oprettedes et autonomt område mellem Oka og Volga på ca. 26.200 km2, som i 1934 fik status af Mordvinske autonome socialistiske sovjetrepublik (Mordvinske ASSR), for at sikre bevarelsen af mordvinsk sprog og kultur. Samtidigt voksede indflytningen af russere i republikken:
| Folkegruppe | Folketælling 1939 | Folketælling 1959 | Folketælling 1970 | Folketælling 1979 | Folketælling 1989 | Folketælling 2002 |
| ----------- | ----------------- | ----------------- | ----------------- | ----------------- | ----------------- | ----------------- |
| Mordviner   | 405,031 (34.1%)   | 357,978 (35.8%)   | 364,689 (35.4%)   | 338,898 (34.2%)   | 313,420 (32.5%)   | 283,861 (31.9%)   |
| Russere     | 719,117 (60.5%)   | 590,557 (59.0%)   | 606,817 (58.9%)   | 591,212 (59.7%)   | 586,147 (60.8%)   | 540,717 (60.8%)   |
| Tatarer     | 47,386 (4.0%)     | 38,636 (3.9%)     | 44,954 (4.4%)     | 45,765 (4.6%)     | 47,328 (4.9%)     | 46,261 (5.2%)     |
| Ukrainere   | 7,586 (0.6%)      | 6,554 (0.7%)      | 6,033 (0.6%)      | 5,622 (0.6%)      | 6,461 (0.7%)      | 4,801 (0.5%)      |
| Andre       | 8,884 (0.7%)      | 6,468 (0.6%)      | 7,069 (0.7%)      | 8,012 (0.8%)      | 10,148 (1.1%)     | 13,126 (1.5%)     |